# Église Saint-Michel-Archange de Mokrin
Pour les articles homonymes, voir Église Saint-Michel.
L'église Saint-Michel-Archange de Mokrin (en serbe cyrillique : Црква архистратига Михаила у Мокрину ; en serbe latin : Crkva arhistratiga Mihaila u Mokrinu) est une église orthodoxe serbe située à Mokrin, en Serbie, dans la province de Voïvodine, dans la municipalité de Kikinda et dans le district du Banat septentrional. Elle dépend de l'éparchie du Banat et figure sur la liste des monuments culturels d'importance exceptionnelle de la république de Serbie.

## Histoire et architecture
L'église Saint-Michel-Archange, consacrée en 1762, a été construite dans un style classique.

## Peintures
L'iconostase, en bois sculpté, a été peinte par Teodor Ilić Češljar ; elle est considérée comme la première œuvre de cet artiste après son retour de l'Académie des beaux-arts de Vienne.